# Насх

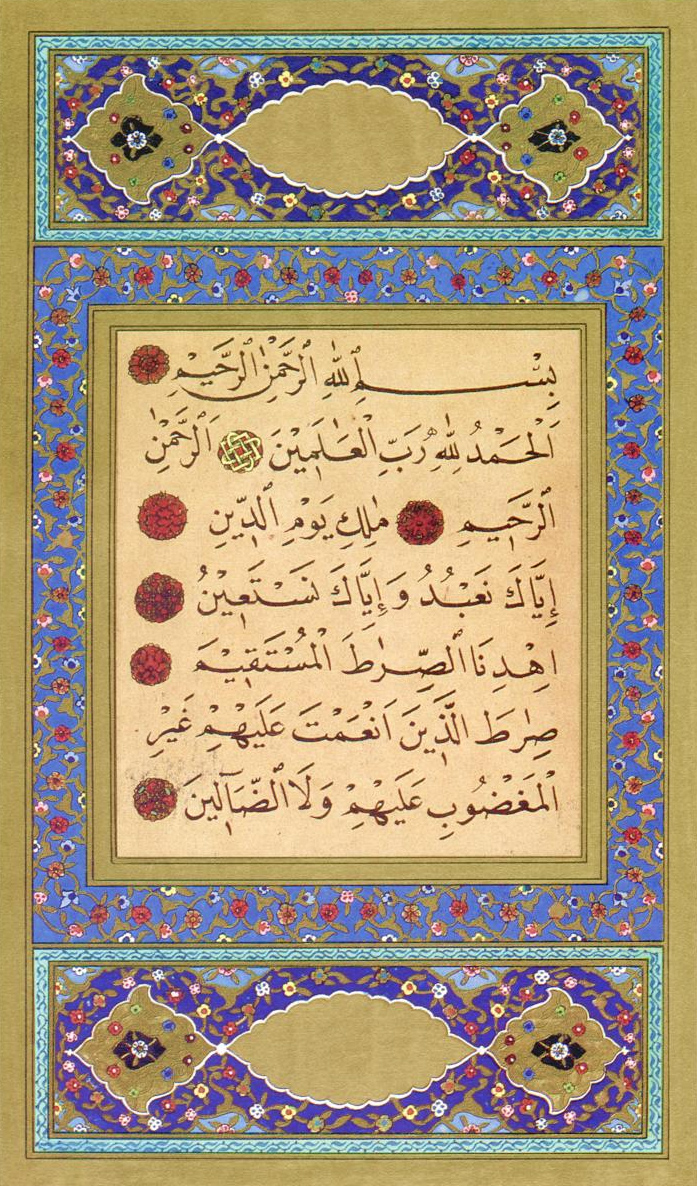
Перша сура Корану

Насх (араб. نسخ) — основний і найпоширеніший шрифт для запису більшості мов, що використовують арабський алфавіт.

## Історія
Насх отримав повсюдне поширення в арабському світі в XV столітті, витіснивши більш громіздкий і складний сулюс. На насх переписувався Коран, хадиси й інша ісламська література. В даний час колись каліграфічний стиль, насх перетворився на звичайний і найбільш простий шрифт, який використовують на письмі практично у всьому арабському світі і викладають у школах.
У комп'ютерах також за замовчуванням використовується насх: بسم الله الرحمن الرحيم.
На основі насха був створений насталік, який переважає в Ірані і Пакистані, тоді як в арабських країнах вважається архаїчним.